# LMFA11 2017
La LMFA11 2017 (ufficialmente 2017-2018) è la 3ª edizione del campionato di football americano, organizzato dalla FMFA.

## Squadre partecipanti
| Club                   | Città               | Stadio | Sponsor ufficiale | Risultato nella stagione 2016 |
| ---------------------- | ------------------- | ------ | ----------------- | ----------------------------- |
| Las Rozas Black Demons | Las Rozas de Madrid |        |                   |                               |
| Osos de Rivas          | Rivas-Vaciamadrid   |        |                   |                               |
| Toros de Madrid        | Madrid              |        |                   |                               |
| Tres Cantos Jabatos    | Tres Cantos         |        |                   |                               |

## Stagione regolare

### Calendario

#### 1ª giornata
| Las Rozas de Madrid 4 novembre 2017, ore 17:00 | Las Rozas Black Demons | 36 – 6 | Toros de Madrid | Campo El Cantizal |

| Tres Cantos 5 novembre 2017, ore 16:00 | Tres Cantos Jabatos | 0 – 45 | Osos de Rivas | Polideportivo de La Luz |

#### 2ª giornata
| Rivas-Vaciamadrid 18 novembre 2017, ore 16:00 | Osos de Rivas | 47 – 14 | Las Rozas Black Demons | Estadio de Atletismo Ciudad de Rivas |

| Tres Cantos 19 novembre 2017, ore 16:00 | Toros de Madrid | 24 – 22 | Tres Cantos Jabatos | Polideportivo de La Luz |

#### 3ª giornata
| Las Rozas de Madrid 2 dicembre 2017, ore 17:00 | Las Rozas Black Demons | 61 – 6 | Tres Cantos Jabatos | Campo El Cantizal |

| Madrid 3 dicembre 2017, ore 16:30 | Toros de Madrid | 0 – 36 | Osos de Rivas | Campo de Rugby de Hortaleza |

### Classifica
La classifica della regular season è la seguente:
- PCT = percentuale di vittorie, G = partite giocate, V = partite vinte,  P = partite perse, PF = punti fatti, PS = punti subiti

| Pos. | Squadra                | PCT   | G | V | N | P | PF  | PS  |
| ---- | ---------------------- | ----- | - | - | - | - | --- | --- |
| 1    | Osos de Rivas          | 1.000 | 3 | 3 | 0 | 0 | 128 | 14  |
| 2    | Las Rozas Black Demons | .667  | 3 | 2 | 0 | 1 | 111 | 59  |
| 3    | Toros de Madrid        | .333  | 3 | 1 | 0 | 2 | 30  | 94  |
| 4    | Tres Cantos Jabatos    | .000  | 3 | 0 | 0 | 3 | 28  | 130 |

## III Final de la LMFA11
| Las Rozas de Madrid 16 dicembre 2017, ore 12:00 | Osos de Rivas | 33 – 42 | Las Rozas Black Demons | Campo El Cantizal |

## Verdetti
- Las Rozas Black Demons Campioni della LMFA11 (1º titolo)